# Intervallum-számítógép
Az intervallum-számítógépek Nagy Benedek és Vályi Sándor által kidolgozott elméleti architektúrák, amelyek bitek vagy más egységek helyett intervallumokon dolgoznak. Ahelyett, hogy magát az architektúrát építették volna ilyenre, egyes programcsomagok, könyvtárak teszik lehetővé az intervallumaritmetika használatát.
Minden logikai művelet definiálható intervallumokra is. Ezekből más műveletek egyszerűen felépíthetők.
Az intervallumok működését a 0 és 1 közé eső alulról zárt intervallumokra írták le. Azaz az intervallumok minden pontja a [0, 1) intervallum része. Azt, hogy egy intervallumba beletartozik-e egy pont, az intervallum karakterisztikus függvénye mondja meg.
A fenti leírásból kitűnik, hogy minden intervallumnak potenciálisan végtelen sok pontja van, azaz az intervallum-számítógépek egyszerre végtelen sok logikai értékkel dolgoznak. Ebből következik, hogy számítási erejük jóval nagyobb, mint a hagyományos elvű számítógépeké. Eddig több NP-teljes probléma (SAT-probléma, tripartite matching probléma) megoldását leírták az új architektúra segítségével.